# Rouben Mamoulian

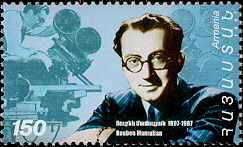
Rouben Mamoulian auf einer armenischen Briefmarke

Rouben Mamoulian (* 8. Oktober 1897 in Tiflis, Georgien; † 4. Dezember 1987 in Woodland Hills, Kalifornien) war ein US-amerikanischer Film- und Theaterregisseur.

## Leben
Aus einer armenischen Bankiersfamilie in Tiflis stammend, verbrachte Mamoulian einen Teil seiner Kindheit in Paris, studierte unter anderem Kriminologie an der Universität von Moskau und später Schauspiel bei Stanislawski und Wachtangow. 1918 gründete er seine eigene Bühne in Tiflis und ging 1920 nach London, wo er drei Jahre Schauspiel- und Dramaunterricht nahm. 1923 wechselte er in die Vereinigten Staaten, wo er am George Eastman Theater in Rochester Opern und Operetten inszenierte. 1926 lehrte er bereits bei der New Yorker Theatre Guild, wo er 1927 eine von der Kritik bewunderte Aufführung von Porgy and Bess auf die Bühne brachte. 1929 übernahm er die Regie für den frühen Tonfilm Applaus, der in den New Yorker Astoria Studios der Paramount gedreht wurde. Die Hauptrolle hatte Helen Morgan. Der Film wurde von den Kritikern für seinen innovativen Einsatz von Ton und Dialog für die Dramaturgie der Geschichte hoch gelobt.
1931 ging er mit einem Vertrag bei Paramount nach Hollywood, um Straßen der Weltstadt mit Gary Cooper und Sylvia Sidney in den Hauptrollen zu realisieren. Die Kameraarbeit ist flüssig, fast wie mit der Handkamera gedreht, die Verwendung von inneren Dialogen ist für die Zeit revolutionär. Zu den bekanntesten Filmen von Mamoulian gehört die Verfilmung von Dr. Jekyll und Mr. Hyde, der Fredric March den Oscar als bester Hauptdarsteller einbrachte. Die Szenen zwischen March und Miriam Hopkins, die eine Balance zwischen Gewalt und Sexualität halten, machten aus Mamoulian den meistdiskutierten Regisseur des Jahres. Schönste, liebe mich, eine Operette mit Maurice Chevalier und Jeanette MacDonald, war ebenfalls ein künstlerischer und finanzieller Erfolg. Einige Kritiker lobten, Mamoulian habe Ernst Lubitsch auf seinem eigenen Paradegebiet, der leicht frivolen Gesellschaftskomödie, geschlagen.
Mit Das Hohe Lied vertraute das Studio Mamoulian 1933 Marlene Dietrich an, deren Karriere sich in einer Krise befand. Die erste Regiearbeit der Schauspielerin ohne die Mitwirkung von Josef von Sternberg erzählt die Geschichte eines Bauernmädchens, das nach manchen erotischen Abenteuern endlich das wahre Glück findet. Die Geschichte war einige Jahre vorher als Stummfilm mit Pola Negri bereits verfilmt worden. Die meisten Kritiker fanden, das Studio hätte es dabei belassen sollen. Mamoulians Prestige war so groß, dass Louis B. Mayer sich persönlich einsetzte, ihn für das Comeback von Greta Garbo nach achtzehn Monaten Leinwandabwesenheit für MGM auszuleihen: Königin Christine war eine sehr vage Biografie der Königin Christine von Schweden, die nur ansatzweise Bezug auf die tatsächlichen Ereignisse, die zur Abdankung der Königin führten, nehmen. Mit viel Aufwand produziert, enthält sie zwei von Mamoulians bekanntesten Szenen: die „ich erinnere mich an Raum“-Sequenz, in der Garbo sich zum Takt eines Metronoms still durch einen Raum bewegt und alle Gegenstände berührt, um den Zauber des Augenblicks zu bewahren, sowie die Schlussszene, in der nur das vollkommen leere, ausdruckslose Gesicht der Schauspielerin auf der Leinwand erscheint. Mit einem Gewinn von $ 650.000 trug Königin Christine entscheidend dazu bei, MGM solvent durch das wirtschaftlich schwerste Jahr der Filmindustrie überhaupt zu bringen.
Der Produzent Samuel Goldwyn engagierte Mamoulian im Folgejahr, aus seinem Protegée Anna Sten den größten dramatischen Star von Hollywood zu machen. We Live Again, frei nach Tolstois Erzählung Auferstehung, war künstlerisch und finanziell enttäuschend. Auch der nächste Film, der erste abendfüllende Film im verbesserten 3-Farben Technicolor, Becky Sharp, die Adaption des Romans Jahrmarkt der Eitelkeit, war technisch innovativ und stilbildend, finanziell und künstlerisch jedoch ein Reinfall. Der Ball der Herzogin vor der Schlacht von Waterloo wurde zum Beweis, dass der bewusste Einsatz von Farbe die Dramaturgie der Szenen erhöhen kann.
Die nächsten Jahre drehte Mamoulian etliche Filme aus den unterschiedlichsten Genres, doch keiner der Filme konnte an die Qualität aus den frühen 1930er Jahren heranreichen. Trotzdem zeichnen sich auch diese Werke wie das aufwändige Musical High, Wide, and Handsome mit Irene Dunne von 1937 oder das Mantel-und-Degen Epos Im Zeichen des Zorro mit Tyrone Power durch elegante Kameraführung und flüssige Inszenierung aus. Bei König der Toreros, 1941 wieder mit Power gedreht, war die Lichtführung an den Werken von Goya, Velázquez und El Greco orientiert. Von den späteren Werken sind besonders Summer Holiday von 1948, eine Musicalversion von Eugene O’Neills Ah, Wilderness!, und Seidenstrümpfe, ein Tanzfilm mit Fred Astaire und Cyd Charisse, durch die Einbindung von Gesang- und Tanzeinlagen in die Inszenierung der Handlung bemerkenswert.
Mamoulian hatte oft Probleme mit den Studiobossen. So wurde er 1944 mitten in den Dreharbeiten zu Laura durch Otto Preminger ersetzt. Ebenfalls an Preminger verlor er 1958 die Regie für Porgy und Bess. Genauso im Rausschmiss endete 1961 seine Beteiligung beim Mammutunternehmen Cleopatra mit Elizabeth Taylor als ägyptischer Königin. Der fertige Film, der noch manchen Regiewechsel erleben sollte, enthält ein gut zehnminütiges Segment, das noch von Mamoulian inszeniert wurde.
Im Laufe der Jahre kehrte Mamoulian immer wieder an den Broadway zurück, wo er für einige der spektakulärsten Inszenierungen überhaupt verantwortlich war. Besonders seine Inszenierung von Oklahoma!, mit Agnes de Mille als verantwortlicher Choreografin, revolutionierte 1943 über Nacht die Inszenierung von Musicals. Das Stück brachte es zwischen 1943 und 1948 auf 2.212 Aufführungen. Carousel aus dem Jahr 1945 war ebenfalls ein großer künstlerischer Erfolg. Gemeinsam mit Maxwell Anderson schrieb er 1959 das Drehbuch für den Film Never Steal Anything Small. 1964 schrieb er das Kinderbuch Abigayil und 1965 Hamlet Revised and Interpreted.
Mamoulian war seit 1945 mit Azida Newman verheiratet.
1982 verlieh ihm die Directors Guild of America den D.W. Griffith Award. 1984 wurde er zum Ehrenmitglied der American Academy of Arts and Letters gewählt. In Hollywood wurde er mit einem Stern auf dem Walk of Fame in der Vine Street geehrt.

## Filmografie
- 1929: Applaus (Applause)
- 1931: Dr. Jekyll und Mr. Hyde (Dr Jekyll And Mr Hyde)
- 1931: Straßen der Weltstadt (City Streets)
- 1932: Schönste, liebe mich (Love Me Tonight)
- 1933: Königin Christine (Queen Christina)
- 1933: Das Hohe Lied (The Song of Songs)
- 1934: We Live Again
- 1935: Jahrmarkt der Eitelkeiten (Becky Sharp)
- 1936: The Gay Desperado
- 1937: High, Wide and Handsome
- 1939: Golden Boy
- 1940: Im Zeichen des Zorro (The Mark of Zorro)
- 1941: König der Toreros (Blood and Sand)
- 1942: Das große Spiel (Rings on Her Fingers)
- 1944: Laura – ersetzt durch Otto Preminger
- 1948: Summer Holiday
- 1950: Die schwarze Füchsin (Gone to Earth) – nachträgliche Szenen
- 1952: The Wild Heart
- 1957: Seidenstrümpfe (Silk Stockings)
- 1959: Porgy und Bess – ersetzt durch Otto Preminger
- 1963: Cleopatra – Segment